# Королевы крика
«Короле́вы кри́ка» (англ. Scream Queens) — американский телесериал-слэшер с элементами чёрной комедии, созданный Райаном Мёрфи, Брэдом Фэлчаком и Иэном Бреннаном. В главных ролях Джейми Ли Кёртис и Эмма Робертс.
Премьера сериала состоялась на телеканале Fox 23 сентября 2015 года. Является пародией на различные фильмы ужасов и создан по аналогии с «Американской историей ужасов» (режиссёры которой участвуют в обоих проектах).
15 мая 2017 года телеканал Fox объявил, что сериал не будет продлён на третий сезон.
В начале 2019 года Райан Мерфи заявил в своем инстаграме, что подумывает о возрождении или ребуте хоррор-комедии «Королевы крика». Он также отметил, что звезды антологии Эмма Робертс, Лиа Мишель, Билли Лурд тоже размышляют о продолжении.
Мерфи пока не решил, хочет ли он сделать мини-сериал или фильм, и предложил поклонникам поделиться своим мнением. Также режиссёр поинтересовался, кого из звезд «Королев крика» зрители бы вновь хотели увидеть в проекте.

## Аннотация
Первый сезон сосредоточен на истории сестринства «Каппа Каппа Тау» (англ. Kappa Kappa Tau) в Университете Уоллес. В университетском городке появляется серийный убийца, скрывающийся под костюмом талисмана университета — Красного Дьявола (КД). Его цель — представители дома «Каппа». Девушки даже не подозревают, что среди них и находится серийный убийца, жаждущий отомстить.
В течение пилотной серии (чуть более часа) показано 7 смертей (5 из которых от рук Красного Дьявола) и одно покушение.
Автор сериала обещает убийство одного из героев в каждой серии, после чего останется лишь последняя девушка.

## Особенности сериала
«Это как будто «Дрянные девчонки»  встречаются в «Пятницу 13-го» . Я думаю, что это смешно и страшно и все одеты в Шанель. Какие ещё причины вам нужны [чтобы смотреть]?» 
- главная актриса Эмма Робертс
 Оригинальный текст: "It's Mean Girls meets Friday the 13th. I think it's laugh-out-loud funny, it's edge-of-your-seat scary and everyone is wearing Chanel. What other reasons do you need [to watch]?"
— http://ew.com/article/2015/04/28/emma-roberts-scream-queens/?hootPostID=41a3ddb3e634b9904da2b5840b078fff
«Королева крика» — название амплуа актрис, снимающихся в фильмах ужасов или появляющихся на экране в качестве жертвы, преследуемые монстром или маньяком. Одной из таких актрис является исполнительница главной роли Джейми Ли Кёртис («Хэллоуин» и его продолжения). Главная особенность «королев крика» — пронзительно кричать при виде чего-то ужасного, что регулярно происходит в настоящем сериале.
Сценарий сериала был написан в основном для Джейми Ли Кёртис и Эммы Робертс — основных героинь.
Отдельно стоит отметить костюмы: лавры «Дрянных девчонок» в розовых топиках и коротеньких юбках так и не дают покоя режиссёрам и сценаристам. Очевидно, что эта школьная тематика популярных девочек и неудачников, приправленная кровью и убийствами, всегда будет сверхпопулярной. Грейс почти в каждой серии носит кепку или шапку, изображая главного детектива.

## Сезоны
| Сезон | Сезон | Эпизоды | Премьера сезона  | Финал сезона    |
|       | 1     | 13      | 22 сентября 2015 | 8 декабря 2015  |
|       | 2     | 10      | 20 сентября 2016 | 20 декабря 2016 |

## Эпизоды

### Сезон 1(2015)
Пилотная серия начинается с событий двадцатилетней давности (1995 г.), когда на вечеринке в клубном доме одна из девушек «Каппы» рожает прямо в ванной. Её подруги — взбалмошные и глуповатые представительницы «золотой молодежи», не хотят пропускать их любимую песню («Waterfalls» группы TLC) ради спасения подруги и решают помочь родившей только после песни. К моменту их возвращения девушка в ванной умирает от кровотечения.
В наши дни новое поколение «Каппы» также состоит из богатых и красивых девушек колледжа. Их новый президент Шанель Оберлин — самая популярная и богатая студентка. Она не знает имен своих приспешниц и не хочет этого знать, поэтому всех их называет Шанель и дает каждой определённый номер. Раньше стать сестрой «ККТ» было не так уж просто, но Шанель сталкивается с Деканом университета, что приводит к вынужденной мере принятия любого желающего в сестринство. Одновременно в городке появляется серийный маньяк в костюме Красного дьявола.
| № общий | № в сезоне | Название                                       | Режиссёр       | Автор сценария                       | Дата премьеры    |
| ------- | ---------- | ---------------------------------------------- | -------------- | ------------------------------------ | ---------------- |
| 11      | 1          | «Пилот» «Pilot»                                | Райан Мёрфи    | Райан Мёрфи, Брэд Фэлчак, Ян Бреннан | 22 сентября 2015 |
| 12      | 2          | «Адская неделя» «Hell Week»                    | Брэд Фэлчак    | Райан Мёрфи, Брэд Фэлчак, Ян Бреннан | 22 сентября 2015 |
| 13      | 3          | «Бензопила» «Chainsaw»                         | Ян Бреннан     | Ян Бреннан                           | 29 сентября 2015 |
| 14      | 4          | «Дом с призраками» «Haunted House»             | Бредли Бьюкер  | Брэд Фэлчак                          | 6 октября 2015   |
| 15      | 5          | «Тыквенная вечеринка» «Pumpkin Patch»          | Брэд Фэлчак    | Брэд Фэлчак                          | 13 октября 2015  |
| 16      | 6          | «Семь минут в аду» «Seven Minutes in Hell»     | Майкл Аппендал | Райан Мёрфи                          | 20 октября 2015  |
| 17      | 7          | «Берегись юных дев» «Beware of Young Girls»    | Барбара Браун  | Райан Мёрфи                          | 3 ноября 2015    |
| 18      | 8          | «Дорогая мамочка» «Mommie Dearest»             | Майкл Аппендал | Ян Бреннан                           | 10 ноября 2015   |
| 19      | 9          | «Истории о призраках» «Ghost Stories»          | Майкл Аппендал | Райан Мёрфи                          | 17 ноября 2015   |
| 20      | 10         | «День благодарения» «Thanksgiving»             | Майкл Леманн   | Брэд Фэлчак                          | 24 ноября 2015   |
| 21      | 11         | «Чёрная пятница» «Black Friday»                | Барбара Браун  | Ян Бреннан                           | 1 декабря 2015   |
| 22      | 12         | «Придурок» «Dorkus»                            | Бредли Бьюкер  | Райан Мёрфи, Брэд Фэлчак, Ян Бреннан | 8 декабря 2015   |
| 22      | 13         | «Последняя(ие) девушка(и)» «The Final Girl(s)» | Брэд Фэлчак    | Райан Мёрфи, Брэд Фэлчак, Ян Бреннан | 8 декабря 2015   |

### Сезон 2(2016)
Действие второго сезона развернулось в госпитале с не очень презентабельным прошлым (который выкупила декан Манч), повествуя о происходящих там убийствах от рук Зеленого монстра. Сначала погибают только пациенты госпиталя, а затем и случайные невинные.
| № общий | № в сезоне | Название                                      | Режиссёр         | Автор сценария                       | Дата премьеры    |
| ------- | ---------- | --------------------------------------------- | ---------------- | ------------------------------------ | ---------------- |
| 11      | 1          | «И снова кричим» «Scream Again»               | Брэд Фэлчак      | Райан Мёрфи, Брэд Фэлчак, Ян Бреннан | 20 сентября 2016 |
| 12      | 2          | «Прыщи-свищи» «Warts and All»                 | Бредли Бьюкер    | Брэд Фэлчак                          | 27 сентября 2016 |
| 13      | 3          | «Кандидаты» «Handidates»                      | Барбара Браун    | Ян Бреннан                           | 11 октября 2016  |
| 14      | 4          | «Хэллоуинский блюз» «Halloween Blues»         | Лоуни Перестер   | Брэд Фэлчак                          | 18 октября 2016  |
| 15      | 5          | «Шанель для мужчин» «Chanel Pour Homme-icide» | Барбара Браун    | Ян Бреннан                           | 15 ноября 2016   |
| 16      | 6          | «День донора» «Blood Drive»                   | Мэри Вигмор      | Брэд Фэлчак                          | 22 ноября 2016   |
| 17      | 7          | «Рука» «The Hand»                             | Барбара Браун    | Ян Бреннан                           | 29 ноября 2016   |
| 18      | 8          | «Рапунцель-Рапунцель» «Rapunzel, Rapunzel»    | Джейми Ли Кёртис | Брэд Фэлчак                          | 6 декабря 2016   |
| 19      | 9          | «Я люблю Х.И.» «Lovin the D»                  | Мегги Кайли      | Ян Бреннан                           | 13 декабря 2016  |
| 20      | 10         | «Осушение болота» «Drain the Swamp»           | Ян Бреннан       | Брэд Фэлчак, Ян Бреннан              | 20 декабря 2016  |

## В ролях

### В главных ролях
| Актёр            | Персонаж                  | Персонаж                                     |                |
| Актёр            | Каппа Каппа Тау (2015)    | Госпиталь C.U.R.E. (2016)                    |                |
| ---------------- | ------------------------- | -------------------------------------------- | -------------- |
| Актёр            | Эмма Робертс              | Шанель Оберлин                               | Шанель Оберлин |
| Джейми Ли Кёртис | Кэти Манч                 | Кэти Манч                                    |                |
| Билли Лурд       | Сейди Свэнсон / Шанель #3 | Сейди Свэнсон / Шанель #3                    |                |
| Эбигейл Бреслин  | Либби Патни / Шанель #5   | Либби Патни / Шанель #5                      |                |
| Лиа Мишель       | Хэстер Ульрих / Шанель #6 | Хэстер Ульрих / Шанель #6                    |                |
| Кеке Палмер      | Зейдей Уильямс            | Зейдей Уильямс                               |                |
| Глен Пауэлл      | Чед Рэдвил                | Чед Рэдвил                                   |                |
| Ниси Нэш         | Дэниз Хэмпфил             | Дэниз Хэмпфил                                |                |
| Оливер Хадсон    | Уэс Гарднер               | Уэс Гарднер                                  |                |
| Скайлер Сэмюэлс  | Грэйс Гарднер             |                                              |                |
| Насим Педрад     | Джиджи Колдуэл            |                                              |                |
| Диего Бонета     | Пит Мартинес              |                                              |                |
| Люсьен Лависконт | Эрл Грей                  |                                              |                |
| Ник Джонас       | Бун Клеменс               |                                              |                |
| Тави Гевинсон    | Физер МакКарти            |                                              |                |
| Ариана Гранде    | Соня Херфманн / Шанель #2 |                                              |                |
| Джон Стэймос     |                           | доктор Брук Холт                             |                |
| Тейлор Лотнер    |                           | доктор Кэссиди Каскейд / Зелёный монстр (ЗМ) |                |
| Кёрсти Элли      |                           | сестра Ингрид Хуффел / Зелёный монстр (ЗМ)   |                |

### В эпизодах
| 1 сезон                         | 1 сезон                                                    | 2 сезон                  | 2 сезон                               |
| Актер                           | Персонаж                                                   | Актер                    | Персонаж                              |
| Ян Хоаг                         | Агата Бин                                                  | Джерри О’Коннелл         | Доктор Майк                           |
| Бризи Эслин                     | Джениффер «свечной блоггер»                                | Лора Белл Банди          | Медсестра Томас                       |
| Челси Рикеттс                   | Эми Мэйер (обнаружившая Софию) и сестра Джиджи             | Колтон Хейнс             | Тайлер                                |
| Уитни Майер                     | Тиффани Де Сэйль «глухая Тейлор Свифт»                     | Сесиль Стронг            | Кэтрин Хобарт                         |
| Анна Грейс Барлоу               | Бетани Стивенс                                             | Кевин Бигли              | Рендэлл                               |
| Грейс Фиппс и Дженнифер Аспен   | молодая и взрослая Мэнди Гринвелл                          | Джереми Батист           | Билл Холлис                           |
| Бриэнн Хауи                     | Мелани Дорксес                                             | Чери Отери               | Шейла Баумгарднер                     |
| Мак Кейли Миллер                | София Дойл                                                 | Алек Мапа                | Лин Джонстон                          |
| Жанна Хан                       | Сэм «Брутальная Лесби»                                     | Трилби Гловер            | Джейн Холлис                          |
| Анна Маргарет                   | Коко                                                       | Энди Эриксон             | Маргарет Ханивелл (Шанель № 7)        |
| Роджер Барт и Каризма Карпентер | Доктор Хёрфманн и миссис Хёрфманн (отец и мать Шанель № 2) | Райли МакКенна Вейнстейн | Дария Дженссен (Шанель № 8, «Мёбиус») |
| МакКейли Миллер                 | София Дойл                                                 |                          |                                       |
| Денин Тайлер                    | Шонделль Вашингтон                                         |                          |                                       |
| Джим Клок                       | детектив Чисолм                                            |                          |                                       |
| Чэд Майкл Мюррей                | Брэд Радуэлл                                               |                          |                                       |
| Алан Тике и Джулия Даффи        | Тэд Рэдуэлл ст. и Банни Рэдуэлл                            |                          |                                       |
| Патрик Шварценеггер             | Тэд Рэдуэлл мл.                                            |                          |                                       |
| Эфан Палей                      | Колфилд Моунт Герман                                       |                          |                                       |
| Аарон и Остин Родес             | Роджер и Доджер                                            |                          |                                       |
| Гэри Граббс и Принс Фэйт        | Мистер Свенсн и Кристи Свенсон                             |                          |                                       |
| Л. Б. Браун                     | Фредди Свенсон                                             |                          |                                       |
| Рэйчел Брук Смит                | Маффи Сен-Пьер-Радуэлл                                     |                          |                                       |
| Уоллес Лангхэм и Лара Грейс     | Мистер и миссис Патней                                     |                          |                                       |
| Жан Луиза Келли и Стивен Калп   | Делайт Ульрих и Кларк Ульрих                               |                          |                                       |

## Культурные отсылки в сериале
«Королевы крика» (часто сравнивают с «Криком» Уэса Крэйвена) буквально состоят из отсылок разной степени очевидности к нескольким десяткам фильмам ужасов и к «Смертельному влечению» Майкла Леманна, (отсылка к «Влечению» вообще сквозная). Так же, как у Крэйвена (у которого номера домов, имена и фразы, брошенные третьестепенными персонажами, повторяли те же самые элементы «Хэллоуина», и для расшифровки этих отсылок нужно было быть просто очень внимательным в каждый момент), в «Королевах» полно как прямых цитат, как и отсылок на другие фильмы. Например, отца одной из главных героинь зовут Уэс — отсылка на режиссёра «Криков». Помимо этого есть множество невербальных, но довольно очевидных отсылок к «Психо», «Заводному апельсину» и прочей вечной классике, так, например:
- Зэйдэй напоминает Вэлери Браун из «Джози и Кошечки» (и соответственно Фокси Лав) с их способом разговаривать, жизненной позицией, а в серии «Бензопила» она носит кепку с ушками, что делает её ещё более похожей.
- Шанель № 3 (Билли Лурд) на протяжении всего сериала носит на голове пушистые наушники не просто так, а потому что в жизни мать Билли — Кэрри Фишер, исполнительница роли принцессы Леи из «Звёздных войн» с её знаменитой причёской. Таким приемом пользуются очень часто: масса кинематографистов используют подобные отсылки в своих фильмах.

В серии «Семь минут в аду» она объясняет ношение наушников страхом: когда-то она встречалась с парнем, который сходил с ума от её ушей. Потом он сел в тюрьму и в их переписке он признался, что когда-нибудь отрежет ей уши, поэтому № 3 всегда в наушниках.
- Грейс хочет принарядить Джиджи для папы: она говорит, что «ему не нужна девушка, которая одевается как Бренда Уолш», ссылаясь на наряды Джижди в стиле 90-х.
- Сцена с Дениз, где она рассказывает о страшилке про выбор красной или синей туалетной бумаги (9 серия 1 сезона), является отсылкой на фильм «Матрица», где Морфеус предлагал Нео выбрать красную или синюю таблетку[10].
- В серии «Тыквенные грядки» Шанель предлагает одеться в костюмы вдов убитых президентов: для Шанель № 6 она приготовила наряд Иды Маккинли, для № 3 — Лукреции Гарлфилд, для № 5 — Мэри Тод Линкольн, а для себя Шанель выбрала наряд Джеки Кеннеди в день убийства её мужа в Далласе. Также упоминаются жёны «почти убитых президентов»: Бетти Форд («в таком случае тебе придется быть бухой всю ночь») и Ненси Рэйган («первая голливудская тюфячка»). Также в серии упоминается Дик Чейни.
- Когда «Парнишки с баблишком» ищут КД, они идут по улицам в белых костюмах — отсылка к «Заводному апельсину»
- Шанель называет Грейс «Нэнси Дрю», за её детективные способности. Интересно, что актриса Эмма Робертс играла этого персонажа в фильме 2007 года.
- В серии «Милая мамочка» почти покадрово спародирована сцена убийства Мэрион Крэйн из «Психо». После удара КД декан говорит: «Я 50 раз смотрела этот фильм!». Режиссёры фильма сомневались в использовании этой сцены с Джейми Ли, так как роль жертвы в фильме сыграла Джанет Ли, мать Джейми Ли Кёртис. Однако Джейми сама охотно согласилась[6].
- Шанель Оберлин, празднует «Шанель-о-вин» (анг. Chanel-o-ween): она подарила своим поклонникам Instagram подарки в честь Хэллоуина. Видео было является вольной пародией на Тейлор Свифт в 2014 году, где в честь рождества Тейлор сняла видео «Подарок Тейлор Свифт 2014 года»[11].
- В эпизоде «Чёрная пятница» после неудавшейся попытки покушения на декана Манч девушки пытаются понять причину провала. Шанель #6 делает предположение, что «…возможно, у неё (Манч) есть сверхспособности, благодаря которым она не может умереть, типа кинозлодея Майкла Майерса…», что является прямой отсылкой к фильму Хэллоуин. Джейми Ли Кёртис в этом фильме исполняла роль Лори Строуд — сестры Майкла Майерса.
- Название серии «Остерегайтесь молодых девушек» отсылка к одноимённой песне Кейт Димблби и Наиды Шериф. А серия «Дорогая мамочка» на одноимённый фильм.

### Прочее
- Сообщение в Твиттере от Шанель № 2 содержит больше положенных 140 символов.
- Антонин Скалия судья верховного суда — маска помощника Красного дьявола (8 серия 1 сезона).

## Производство

### Кастинг
В декабре 2014 года стало известно, что Эмма Робертс и Джейми Ли Кёртис будут играть основные роли в сериале. В январе 2015 года Лиа Мишель, Кеке Палмер и Эбигейл Бреслин присоединились к главному актёрскому составу. Ариана Гранде и Ник Джонас исполнят второстепенные роли на протяжении первого сезона. Ариана Гранде является большим фанатом «Американской истории ужасов», поэтому она охотно согласилась на роль, снимаясь в перерывах между турне, записями и концертами. В феврале 2015 года Билли Лурд и Скайлер Сэмюэлс присоединились к главному актёрскому составу.
К касту второго сезона присоединились Джон Стэймос и Тейлор Лотнер так же во втором сезоне появится актёр Колтон Хэйнс, который сыграет второстепенного персонажа во втором эпизоде.

### Съёмки
Съёмки первого сезона стартовали в феврале 2015 года в городе Новый Орлеан, штат Луизиана. Премьера проекта состоялась 22 сентября 2015 года на телеканале FOX.
У последней серии 1-го сезона было снято две концовки, чтобы избежать спойлеров.
Съёмки второго сезона стартовали в июле 2016 года.

#### Трансляция
Мировая премьера состоялась в 2015 года на Comic-Con в июле. В конце августа были проведены бесплатные показы пилота вместе с двумя другими новыми сериями на Fox в некоторых городах. В Соединенных Штатах, его премьера на Fox 22 сентября 2015 года. В Канаде «Королевы крика»" транслировались одновременно с США. 26 октября 2015 года, сериал стартовал на E4 в Великобритания и Ирландия. Позже сериал стал транслироваться по четвергам в полночь. В Австралии сериал дебютировал на Network 10 23 сентября 2015 года, прежде чем перейти на родственный канал.